# Alexis Guerrera
Alexis Raúl Guerrera (General Pinto, 2 de febrero de 1971) es un profesor de educación de adultos y político argentino. Fue intendente de General Pinto entre 2003 y 2019. Desde 2020 se desempeñó como presidente de Trenes Argentinos hasta 2021, cuando abandonó el cargo tras ser designado como ministro de Transporte de la Nación Argentina, cargo que asumió el 3 de mayo de ese mismo año.
Es la segunda persona abiertamente gay en ser elegida ministro en la historia argentina, tras Jorge Faurie.

## Biografía
Alexis Guerrera nació en 1971 en General Pinto, provincia de Buenos Aires. En 1996 comenzó su carrera política, llegando a ser secretario de la Juventud Peronista de General Pinto. En 2001 fue elegido como concejal de su ciudad natal por el partido Justicialista.

## Carrera política
En 2003 fue elegido intendente de General Pinto con el 52,2% de los votos, siendo reelegido en 2007, 2011 y 2015 en 2016 se aleja del Frente Para la Victoria y se acerca al Frente Renovador a través de una visita de Sergio Massa y Felipe Sola. En 2019 fue elegido diputado provincial por la cuarta sección electoral por el Frente de Todos.
El 22 de diciembre de 2020 toma licencia de su cargo como Diputado para asumir como presidente de Trenes Argentinos Infraestructura. El 4 de mayo de 2021 fue designado por el presidente Alberto Fernández como ministro de Transporte de la Nación tras el fallecimiento de Mario Meoni.